# Aldo Ciccolini
Aldo Ciccolini (n. 15 august 1925, Napoli, Italia – d. 1 februarie 2015, Asnières-sur-Seine, Métropole du Grand Paris, Franța) a fost un pianist italian, cu cetățenie franceză din 1971. Este renumit ca interpret al lui Erik Satie, Maurice Ravel, Claude Debussy și Franz Liszt.